# M/S Soten (1969)
För andra betydelser, se M/S Soten.
M/S Soten är ett svenskt passagerarfartyg, sjösatt 1969 i Norge. Det har under sin levnad använts på olika rutter i Norge, vid Östersjön, på Vänern och på den svenska västkusten.

## Historia
Fartyget levererades 1969 som Lykkeper, av Sterkoder Mekaniske Verksted A/S i Kristiansund i Norge till A/S Nesodden-Bundefjord Dampskipsselskap i Oslo. Hon sjösattes vid L.H. Salthammer Båtbyggeri A/S i Vestnes och färdigställdes vid Sterkoder Mekaniske Verksted.

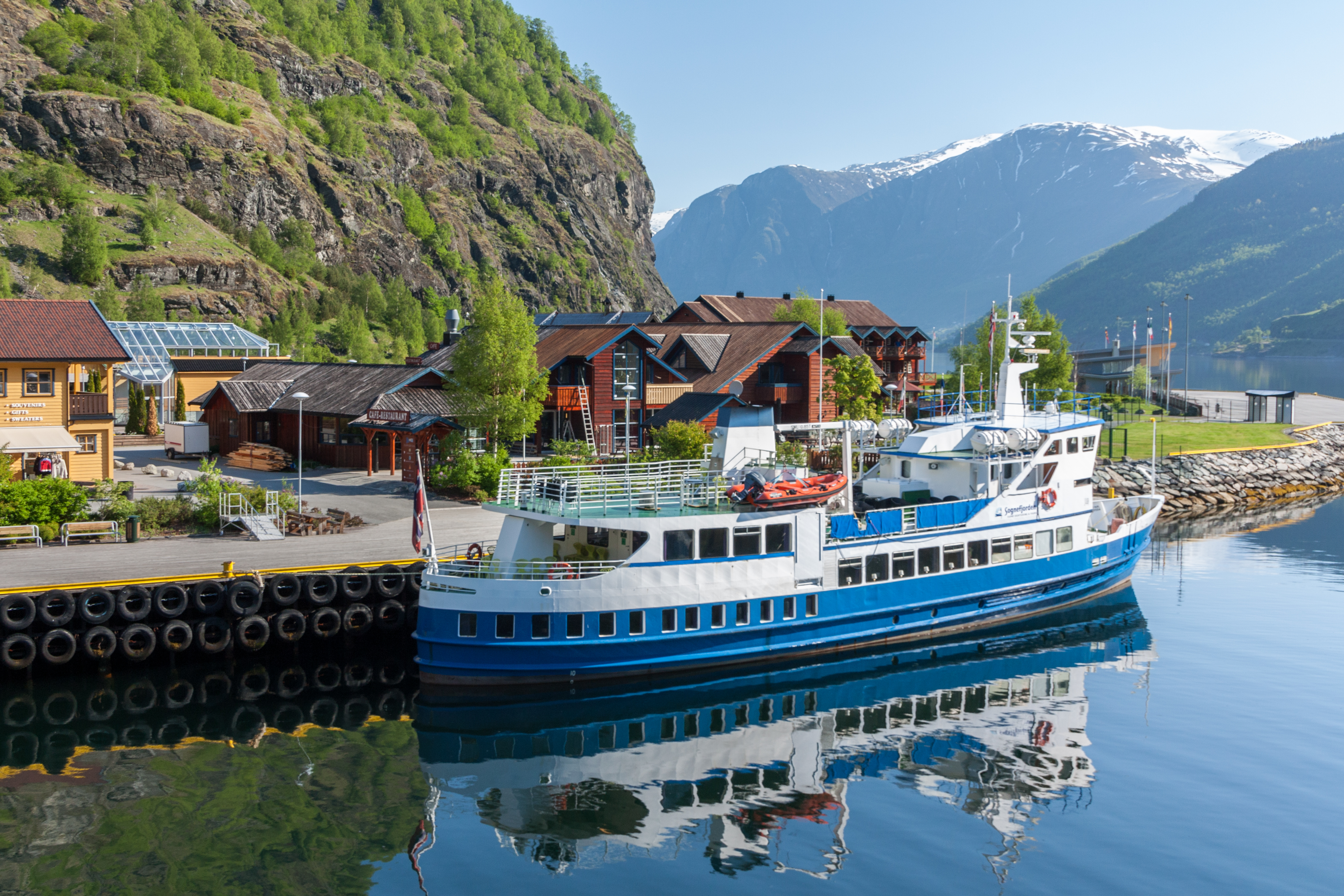
M/S Lykkeper i Flåm, 2012.

Lykkeper gick fram till 1989 i trafik mellan Rådhusplassen i Oslo och Nesodden. Det året såldes hon till Rederi AB Runmarö Sjötjänst på Runmarö och omdöptes till M/S Runmarö. Hon sattes in i chartertrafik i Stockholms skärgård till 1992 och gick också i viss turtrafik på traden Stavsnäs–Runmarö.
1993 övertogs fartyget av Rederi AB Landsort på Ankarudden i Dalarö och omdöptes till M/S Kust. Hon sattes under 1993 i trafik på traden Dalarö–Gotska Sandön–Fårösund och användes nästföljande år i chartertrafik i Stockholms skärgård.
Sedan återfick fartyget 1995 i trafik närmare Norge, inledningsvis på rutten mellan Strömstad och Halden i Norge. Därefter övertogs fartyget 1996 av Charterbåtene A/S i Oslo, där hon återfick namnet Lykkeper. Hon gick sedan på olika rutter i norska vatten fram till 2021. År 2012 klassades Lykkeper som kulturminne av Riksantikvaren, men denna klassificering upphörde vid ägarskifte 2018.
2021 återkom Lykkeper i svensk ägo, efter att ha köpts av Håfströms Rederi AB i Kil och döpts om till M/S Stella Polaris av Karlstad. Hon användes för kvällskryssningar och charter på Vänern, med hemmahamn i Karlstad. 
Hon såldes 2022 vidare till Soten Sea Vision Rederi AB i Väjern och omdöptes till M/S Soten, med Smögen som hemmahamn. Hon efterträdde den tidigare mindre M/S Soten (sjösatt 1915), för trafik i Bohusläns skärgård.